# Kazuyoshi Miura
Kazuyoshi Miura (三浦知良 Miura Kazuyoshi?, Shizuoka, Shizuoka, 26 de febrero de 1967) es un futbolista japonés que juega como delantero y su actual club es el Atletico Suzuka Club de la Japan Football League. Ha sido internacional con la selección japonesa. 
Se formó en el fútbol brasileño y en 1990 fichó por el Verdy Kawasaki, en el que consiguió sus logros más importantes a nivel de clubes. En 1994 fue el primer japonés que jugó en la Serie A de Italia, en las filas del Génova C. F. C. Con más de treinta años de experiencia en siete equipos distintos, es uno de los futbolistas más respetados en su país, donde destacó por sus regates y su carácter competitivo.
A nivel internacional ganó la Copa Asiática de 1992, fue nombrado futbolista asiático del año en 1993 y contribuyó a la primera clasificación nipona en una Copa Mundial de Fútbol, en la edición de 1998. Es el segundo jugador con más goles en la historia del combinado nipón, solo por detrás de Kunishige Kamamoto.
Tiene el récord del futbolista con la carrera profesional más larga de la historia, habiendo jugado en cinco décadas distintas (1980-2020). En 2017, Miura superó el récord de Stanley Matthews al futbolista profesional de mayor edad activo en anotar un gol.
El 11 de enero de 2020 se hacía oficial la renovación de su contrato con el Yokohama FC, con lo que cumpliría su trigésimo quinta temporada como profesional.
En el año 2022 fue fichado por el Oliveirense de la segunda división de Portugal, volviendo así a jugar en una liga europea después de 20 años actualmente ostenta el récord al jugador de fútbol profesional de mayor edad.

## Biografía
Miura nació el 26 de febrero de 1967 en Shizuoka. Con quince años dejó los estudios y se marchó a Brasil para formarse como futbolista. Su primer equipo fue el Clube Atlético Juventus de São Paulo, en el que estuvo durante cuatro años, y empezó a jugar como extremo izquierdo. Aunque manifestó su deseo de volver a Japón, no lo hizo porque el nivel del fútbol en ese país era aún muy bajo y su liga era amateur. En 1986 firmó su primer contrato profesional con el Santos Futebol Clube, pero solo jugó dos partidos y fue cedido a otras formaciones de menor categoría. Asumió la titularidad por primera vez en el XV de Novembro de Jaú (1988) y de allí pasó al Coritiba Foot Ball Club, donde jugó veintiún encuentros y anotó dos goles. Finalmente, regresó al Santos en febrero de 1990 para disputar once partidos y marcar tres tantos.
Regresó a Japón en el verano de 1990 con un contrato del Yomiuri S. C., por aquel entonces un club semiprofesional de la Japan Soccer League. En 1992 la entidad se profesionalizó, cambió su nombre por el de Verdy Kawasaki y fue miembro fundador de la liga profesional (J. League). Con el dorsal «11» a la espalda, Miura cambió su posición a la de delantero centro y mejoró sus registros goleadores. Acompañado por otros miembros importantes del fútbol nipón como Ruy Ramos o Tsuyoshi Kitazawa, su actuación fue determinante para que Verdy ganara las dos primeras temporadas, celebradas en 1993 y 1994. A nivel individual, fue Futbolista asiático de 1993.
En el verano de 1994 se convirtió en el primer japonés que fichó por un equipo italiano, el Génova C. F. C., con una cesión de una temporada con opción a otra. El jugador no se adaptó al fútbol italiano, tuvo problemas con el entrenador porque era alineado de interior y en su debut frente al A. C. Milan sufrió una grave lesión: en la disputa de un balón con Franco Baresi se rompió los huesos de la nariz y tuvo una conmoción cerebral. Aun así jugó 21 partidos y marcó un gol, frente a la Sampdoria.
Al año siguiente tuvo ofertas de equipos extranjeros, pero se quedó en el Verdy Kawasaki cuatro temporadas más. Volvió a ser delantero centro, fue máximo goleador de la temporada 1996 con 23 goles y se confirmó como una de las referencias del fútbol japonés, al contribuir en la primera clasificación japonesa a una Copa Mundial de Fútbol, en la edición de 1998. A pesar de ello, el seleccionador Takeshi Okada no le convocó para la fase final por desencuentros personales.
En el mercado invernal de la temporada 1998-99 fue cedido al Croacia Zagreb, en el que jugó doce partidos. Allí se convirtió en el primer japonés que disputó la Liga de Campeones de la UEFA. En 1999 fue traspasado al Kyoto Purple Sanga por dos temporadas, y después recaló en el Vissel Kobe durante cuatro campañas más.
En enero de 2002 viajó a España para conocer los métodos de trabajo del fútbol español. Estuvo en Ferrol, entrenando con la plantilla del Racing Club de Ferrol, de segunda división.
En 2005 se marchó al Yokohama F. C. de segunda división, en el que ha permanecido desde entonces. Su única salida fue un breve paso en diciembre de 2005 por el Sydney F. C. australiano para disputar el Mundialito de Clubes. Regresó después a la entidad nipona y contribuyó al ascenso a J. League Division 1, convirtiéndose en el futbolista más veterano de la máxima categoría (46 años).
En 2012 fue cedido al Espolada Hokkaido de fútbol sala para promocionar este deporte, y fue convocado por la selección japonesa de futsal para el Campeonato Mundial de fútbol sala de la FIFA 2012.
Miura continúa en el Yokohama F. C., que desde 2008 juega en segunda división. El 5 de abril de 2015 se convirtió en el futbolista profesional más veterano del mundo en marcar un gol, frente al Jubilo Iwata. El 20 de junio de 2016, rompió su anterior marca al convertir el único tanto de su equipo en la derrota 1-2 ante Gifu, por la 19ª fecha de la segunda división japonesa.
El 30 de diciembre de 2021, fue anunciado su fichaje por el Suzuka Point Getters de la cuarta división de Japón para el año 2022, dejando el Yokohama F.C. luego de 16 años.
En enero de 2023, fichó por el Oliveirense de la segunda división de Portugal. En 2024 regresó a la cuarta división del fútbol japonés de la mano del Atletico Sakura, en el que había jugado anteriormente cuando el club se llamaba Suzuka Point Getters, en calidad de cedido por el Yokohama F. C..

## Selección nacional
Kazuyoshi Miura ha sido internacional con la Selección de Japón. Disputó 89 partidos y marcó 50 goles, lo que le convierte en el segundo goleador en la historia del combinado nipón, por detrás de Kunishige Kamamoto.
Su debut oficial fue en 1990 y formó parte de la selección que ganó en 1992 la Copa Dinastía y la Copa Asiática, donde además fue el jugador más valioso. En la fase de clasificación para el Mundial de 1994 fue titular en casi todos los partidos, incluyendo el conocido como "Agonía de Doha" que supuso su eliminación. Y en las clasificatorias de 1998 contribuyó a la primera presencia de Japón en este campeonato.
A pesar de todo, Miura nunca jugó la Copa Mundial de Fútbol porque el seleccionador Takeshi Okada no le convocó. Su último partido con la selección fue un amistoso contra Jamaica en Casablanca, el 6 de junio del 2000.

### Participaciones en Copa Asiática
| Copa               | Sede  | Resultado        | Partidos | Goles |
| ------------------ | ----- | ---------------- | -------- | ----- |
| Copa Asiática 1992 | Japón | Campeón          | 5        | 2     |
| Copa Asiática 1996 | EAU   | Cuartos de final | 4        | 1     |
| Total              | Total | Total            | 9        | 3     |

### Participaciones en Copa de Naciones Afroasiáticas
| Copa                   | Sede  | Resultado | Partidos | Goles |
| ---------------------- | ----- | --------- | -------- | ----- |
| Copa Afroasiática 1993 | Japón | Campeón   | 1        | 1     |
| Total                  | Total | Total     | 1        | 1     |

### Participaciones en Juegos Asiáticos
| Torneo                   | Sede  | Resultado        | Partidos | Goles |
| ------------------------ | ----- | ---------------- | -------- | ----- |
| Juegos Asiáticos de 1994 | Japón | Cuartos de final | 4        | 2     |
| Total                    | Total | Total            | 4        | 2     |

### Participaciones en Copa Conferedaciones
| Copa                      | Sede           | Resultado    | Partidos | Goles |
| ------------------------- | -------------- | ------------ | -------- | ----- |
| Copa Confederaciones 1995 | Arabia Saudita | Primera fase | 2        | 1     |
| Total                     | Total          | Total        | 2        | 1     |

## Estadísticas

### Clubes
| Club | Temporada     | Div.          | Liga  | Liga  | Copas nacionales | Copas nacionales | Copa de la liga | Copa de la liga | Otros(1) | Otros(1) | Total | Total |
| Club | Temporada     | Div.          | Part. | Goles | Part.            | Goles            | Part.           | Goles           | Part.    | Goles    | Part. | Goles |
| --- | ------------- | ------------- | ----- | ----- | ---------------- | ---------------- | --------------- | --------------- | -------- | -------- | ----- | ----- |
| Yomiuri F. C. Japón | 1990-91       | 1.ª           | 18    | 3     |                  |                  | 1               | 0               | 7        | 3        | 26    | 6     |
| Yomiuri F. C. Japón | 1991-92       | 1.ª           | 21    | 6     |                  |                  | 5               | 2               | 4        | 1        | 30    | 9     |
| Yomiuri F. C. Japón | Total         | Total         | 39    | 9     |                  |                  | 6               | 2               | 11       | 4        | 56    | 15    |
| Verdy Kawasaki Japón | 1992          | 1.ª           | —     | —     | 2                | 1                | 10              | 10              | 2        | 1        | 14    | 12    |
| Verdy Kawasaki Japón | 1993          | 1.ª           | 36    | 20    | 3                | 3                | 1               | 0               | 2        | 2        | 42    | 25    |
| Verdy Kawasaki Japón | 1994          | 1.ª           | 22    | 16    | 0                | 0                | 0               | 0               | 2        | 0        | 24    | 16    |
| Verdy Kawasaki Japón | Total         | Total         | 58    | 36    | 5                | 4                | 11              | 10              | 6        | 3        | 80    | 53    |
| Genoa C. F. C. · Italia | 1994-95       | 1.ª           | 21    | 1     | —                | —                | 1               | 0               | 1        | 0        | 23    | 1     |
| Verdy Kawasaki Japón | 1995          | 1.ª           | 26    | 23    | 2                | 0                | —               | —               | 2        | 0        | 30    | 23    |
| Verdy Kawasaki Japón | 1996          | 1.ª           | 27    | 23    | 5                | 4                | 6               | 2               | 1        | 1        | 39    | 30    |
| Verdy Kawasaki Japón | 1997          | 1.ª           | 14    | 4     | 2                | 1                | 0               | 0               | 1        | 0        | 17    | 5     |
| Verdy Kawasaki Japón | 1998          | 1.ª           | 28    | 5     | 3                | 2                | 0               | 0               | —        | —        | 31    | 7     |
| Verdy Kawasaki Japón | Total         | Total         | 95    | 55    | 12               | 7                | 6               | 2               | 4        | 1        | 117   | 65    |
| Dinamo Zagreb · Croacia | 1998-99       | 1.ª           | 12    | 0     | —                | —                | —               | —               | —        | —        | 12    | 0     |
| Kyoto Sanga F. C. Japón | 1999          | 1.ª           | 11    | 4     | 2                | 1                | 0               | 0               | —        | —        | 13    | 5     |
| Kyoto Sanga F. C. Japón | 2000          | 1.ª           | 30    | 17    | 1                | 0                | 7               | 2               | —        | —        | 38    | 19    |
| Kyoto Sanga F. C. Japón | Total         | Total         | 41    | 21    | 3                | 1                | 7               | 2               | 0        | 0        | 51    | 24    |
| Vissel Kobe Japón | 2001          | 1.ª           | 29    | 11    | 2                | 0                | 3               | 2               | —        | —        | 34    | 13    |
| Vissel Kobe Japón | 2002          | 1.ª           | 17    | 3     | 0                | 0                | 1               | 0               | —        | —        | 18    | 3     |
| Vissel Kobe Japón | 2003          | 1.ª           | 24    | 4     | 3                | 2                | 4               | 0               | —        | —        | 31    | 6     |
| Vissel Kobe Japón | 2004          | 1.ª           | 21    | 4     | 0                | 0                | 5               | 0               | —        | —        | 26    | 4     |
| Vissel Kobe Japón | 2005          | 1.ª           | 12    | 2     | 0                | 0                | 6               | 1               | —        | —        | 18    | 3     |
| Vissel Kobe Japón | Total         | Total         | 103   | 24    | 5                | 2                | 19              | 3               | 0        | 0        | 127   | 29    |
| Yokohama F. C. Japón | 2005          | 2.ª           | 16    | 4     | 1                | 0                | —               | —               | —        | —        | 17    | 4     |
| Yokohama F. C. Japón | 2006          | 2.ª           | 39    | 6     | 0                | 0                | —               | —               | —        | —        | 39    | 6     |
| Yokohama F. C. Japón | 2007          | 1.ª           | 24    | 3     | 2                | 0                | 4               | 0               | —        | —        | 30    | 3     |
| Yokohama F. C. Japón | 2008          | 2.ª           | 30    | 1     | 2                | 0                | —               | —               | —        | —        | 32    | 1     |
| Yokohama F. C. Japón | 2009          | 2.ª           | 30    | 1     | 0                | 0                | —               | —               | —        | —        | 30    | 1     |
| Yokohama F. C. Japón | 2010          | 2.ª           | 10    | 3     | 0                | 0                | —               | —               | —        | —        | 10    | 3     |
| Yokohama F. C. Japón | 2011          | 2.ª           | 30    | 0     | 1                | 0                | —               | —               | —        | —        | 31    | 0     |
| Yokohama F. C. Japón | 2012          | 2.ª           | 14    | 1     | 0                | 0                | —               | —               | —        | —        | 14    | 1     |
| Yokohama F. C. Japón | 2013          | 2.ª           | 18    | 2     | 0                | 0                | —               | —               | —        | —        | 18    | 2     |
| Yokohama F. C. Japón | 2014          | 2.ª           | 2     | 0     | 0                | 0                | —               | —               | —        | —        | 2     | 0     |
| Yokohama F. C. Japón | 2015          | 2.ª           | 16    | 3     | 0                | 0                | —               | —               | —        | —        | 16    | 3     |
| Yokohama F. C. Japón | 2016          | 2.ª           | 20    | 2     | 0                | 0                | —               | —               | —        | —        | 20    | 2     |
| Yokohama F. C. Japón | 2017          | 2.ª           | 12    | 1     | 0                | 0                | —               | —               | —        | —        | 12    | 1     |
| Yokohama F. C. Japón | 2018          | 2.ª           | 9     | 0     | 0                | 0                | —               | —               | —        | —        | 9     | 0     |
| Yokohama F. C. Japón | 2019          | 2.ª           | 3     | 0     | 0                | 0                | —               | —               | —        | —        | 3     | 0     |
| Yokohama F. C. Japón | 2020          | 1.ª           | 4     | 0     | 0                | 0                | 2               | 0               | —        | —        | 6     | 0     |
| Yokohama F. C. Japón | 2021          | 1.ª           | 1     | 0     | 0                | 0                | 3               | 0               | —        | —        | 4     | 0     |
| Yokohama F. C. Japón | Total         | Total         | 278   | 27    | 6                | 0                | 9               | 0               | 0        | 0        | 293   | 27    |
| Sydney F. C. Australia | 2005-06       | 1.ª           | 4     | 2     | —                | —                | —               | —               | 2        | 0        | 6     | 2     |
| Atletico Suzuka Club Japón | 2022          | 4.ª           | 18    | 2     | 0                | 0                | —               | —               | —        | —        | 18    | 2     |
| U. D. União Oliveirense Portugal | 2022-23       | 2.ª           | 4     | 0     | —                | —                | —               | —               | —        | —        | 4     | 0     |
| U. D. União Oliveirense Portugal | 2023-24       | 2.ª           | 4     | 0     | 0                | 0                | 1               | 0               | —        | —        | 5     | 0     |
| U. D. União Oliveirense Portugal | Total carrera | Total carrera | 675   | 177   | 31               | 14               | 60              | 19              | 24       | 8        | 792   | 218   |
| (1) Incluye datos de la J. League Championship, Supercopa de Japón, Xerox Champions Cup, Playoffs de la Serie A, Copa Konica, Copa Sanwa Bank y Copa Mundial de Clubes de la FIFA. |               |               |       |       |                  |                  |                 |                 |          |          |       |       |

### Selección nacional
| Selección         | Año   | Partidos | Goles |
| ----------------- | ----- | -------- | ----- |
| Absoluta Japón    | 1990  | 3        | 0     |
| Absoluta Japón    | 1991  | 2        | 0     |
| Absoluta Japón    | 1992  | 11       | 2     |
| Absoluta Japón    | 1993  | 16       | 16    |
| Absoluta Japón    | 1994  | 8        | 5     |
| Absoluta Japón    | 1995  | 12       | 6     |
| Absoluta Japón    | 1996  | 12       | 6     |
| Absoluta Japón    | 1997  | 19       | 18    |
| Absoluta Japón    | 1998  | 1        | 0     |
| Absoluta Japón    | 1999  | 0        | 0     |
| Absoluta Japón    | 2000  | 5        | 2     |
| Total             | Total | 89       | 55    |
| Fútbol sala Japón | 2012  | 6        | 1     |
| Total             | Total | 6        | 1     |
| Fuente:           |       |          |       |

#### Goles internacionales
| #  | Fecha                    | Lugar                          | Rival                  | Gol  | Resultado | Competición                                          |
| -- | ------------------------ | ------------------------------ | ---------------------- | ---- | --------- | ---------------------------------------------------- |
| 1  | 26 de agosto de 1992     | Pekín, China                   | Corea del Norte        | 18-1 | Victoria  | Copa Dinastía 1992                                   |
| 2  | 3 de noviembre de 1992   | Hiroshima, Japón               | Irán                   | 1-0  | Victoria  | Copa Asiática 1992                                   |
| 3  | 14 de marzo de 1993      | Tokio, Japón                   | Estados Unidos         | 3-1  | Victoria  | Amistoso                                             |
| 4  | 14 de marzo de 1993      | Tokio, Japón                   | Estados Unidos         | 3-1  | Victoria  | Amistoso                                             |
| 5  | 8 de abril de 1993       | Kōbe, Japón                    | Tailandia              | 1-0  | Victoria  | Clasificación para la Copa Mundial de Fútbol de 1994 |
| 6  | 11 de abril de 1993      | Tokio, Japón                   | Bangladés              | 8-0  | Victoria  | Clasificación para la Copa Mundial de Fútbol de 1994 |
| 7  | 11 de abril de 1993      | Tokio, Japón                   | Bangladés              | 8-0  | Victoria  | Clasificación para la Copa Mundial de Fútbol de 1994 |
| 8  | 11 de abril de 1993      | Tokio, Japón                   | Bangladés              | 8-0  | Victoria  | Clasificación para la Copa Mundial de Fútbol de 1994 |
| 9  | 11 de abril de 1993      | Tokio, Japón                   | Bangladés              | 8-0  | Victoria  | Clasificación para la Copa Mundial de Fútbol de 1994 |
| 10 | 15 de abril de 1993      | Tokio, Japón                   | Sri Lanka              | 5-0  | Victoria  | Clasificación para la Copa Mundial de Fútbol de 1994 |
| 11 | 15 de abril de 1993      | Tokio, Japón                   | Sri Lanka              | 5-0  | Victoria  | Clasificación para la Copa Mundial de Fútbol de 1994 |
| 12 | 30 de abril de 1993      | Dubái, Emiratos Árabes Unidos  | Bangladés              | 4-1  | Victoria  | Clasificación para la Copa Mundial de Fútbol de 1994 |
| 13 | 5 de mayo de 1993        | Dubái, Emiratos Árabes Unidos  | Sri Lanka              | 6-0  | Victoria  | Clasificación para la Copa Mundial de Fútbol de 1994 |
| 14 | 4 de octubre de 1993     | Tokio, Japón                   | Costa de Marfil        | 1-0  | Victoria  | Copa de Naciones Afroasiáticas                       |
| 15 | 21 de octubre de 1993    | Doha, Catar                    | Corea del Norte        | 3-0  | Victoria  | Clasificación para la Copa Mundial de Fútbol de 1994 |
| 16 | 21 de octubre de 1993    | Doha, Catar                    | Corea del Norte        | 3-0  | Victoria  | Clasificación para la Copa Mundial de Fútbol de 1994 |
| 17 | 25 de octubre de 1993    | Doha, Catar                    | Corea del Sur          | 1-0  | Victoria  | Clasificación para la Copa Mundial de Fútbol de 1994 |
| 18 | 28 de octubre de 1993    | Doha, Catar                    | Irak                   | 2-2  | Empate    | Clasificación para la Copa Mundial de Fútbol de 1994 |
| 19 | 8 de julio de 199        | Nagoya, Japón                  | Ghana                  | 3-2  | Victoria  | Amistoso                                             |
| 20 | 8 de julio de 199        | Nagoya, Japón                  | Ghana                  | 3-2  | Victoria  | Amistoso                                             |
| 21 | 14 de julio de 1994      | Kobe, Japón                    | Ghana                  | 2-1  | Victoria  | Amistoso                                             |
| 22 | 3 de octubre de 1994     | Hiroshima, Japón               | Emiratos Árabes Unidos | 1-1  | Empate    | Juegos Asiáticos de 1994                             |
| 23 | 11 de octubre de 1994    | Hiroshima, Japón               | Corea del Sur          | 2-3  | Derrota   | Juegos Asiáticos de 1994                             |
| 24 | 8 de enero de 1995       | Riad, Arabia Saudita           | Argentina              | 1-5  | Derrota   | Copa Confederaciones 1995                            |
| 25 | 28 de mayo de 1995       | Tokio, Japón                   | Ecuador                | 3-0  | Victoria  | Amistoso                                             |
| 26 | 28 de mayo de 1995       | Tokio, Japón                   | Ecuador                | 3-0  | Victoria  | Amistoso                                             |
| 27 | 20 de septiembre de 1995 | Tokio, Japón                   | Paraguay               | 1-2  | Derrota   | Amistoso                                             |
| 28 | 24 de octubre de 1995    | Tokio, Japón                   | Arabia Saudita         | 2-1  | Victoria  | Amistoso                                             |
| 29 | 28 de octubre de 1995    | Matsuyama, Japón               | Arabia Saudita         | 2-1  | Victoria  | Amistoso                                             |
| 30 | 19 de febrero de 1996    | Hong Kong, Reino Unido         | Polonia                | 5-0  | Victoria  | Amistoso                                             |
| 31 | 26 de mayo de 1996       | Tokio, Japón                   | Yugoslavia             | 1-0  | Victoria  | Amistoso                                             |
| 32 | 29 de mayo de 1996       | Fukuoka, Japón                 | México                 | 3-2  | Victoria  | Amistoso                                             |
| 33 | 25 de agosto de 1996     | Osaka, Japón                   | Uruguay                | 5-3  | Victoria  | Amistoso                                             |
| 34 | 25 de agosto de 1996     | Osaka, Japón                   | Uruguay                | 5-3  | Victoria  | Amistoso                                             |
| 35 | 9 de diciembre de 1996   | Al Ain, Emiratos Árabes Unidos | Uzbekistán             | 4-0  | Victoria  | Copa Asiática 1996                                   |
| 36 | 15 de marzo de 1997      | Bangkok, Tailandia             | Tailandia              | 1-3  | Derrota   | Amistoso                                             |
| 37 | 25 de marzo de 1997      | Mascate, Omán                  | Macao                  | 10-0 | Victoria  | Clasificación para la Copa Mundial de 1998           |
| 38 | 25 de marzo de 1997      | Mascate, Omán                  | Macao                  | 10-0 | Victoria  | Clasificación para la Copa Mundial de 1998           |
| 39 | 21 de mayo de 1997       | Tokio, Japón                   | Corea del Sur          | 1-1  | Empate    | Amistoso                                             |
| 40 | 8 de junio de 1997       | Tokio, Japón                   | Croacia                | 4-3  | Victoria  | Amistoso                                             |
| 41 | 8 de junio de 1997       | Tokio, Japón                   | Croacia                | 4-3  | Victoria  | Amistoso                                             |
| 42 | 22 de junio de 1997      | Tokio, Japón                   | Macao                  | 10-0 | Victoria  | Clasificación para la Copa Mundial de 1998           |
| 43 | 22 de junio de 1997      | Tokio, Japón                   | Macao                  | 10-0 | Victoria  | Clasificación para la Copa Mundial de 1998           |
| 44 | 22 de junio de 1997      | Tokio, Japón                   | Macao                  | 10-0 | Victoria  | Clasificación para la Copa Mundial de 1998           |
| 45 | 22 de junio de 1997      | Tokio, Japón                   | Macao                  | 10-0 | Victoria  | Clasificación para la Copa Mundial de 1998           |
| 46 | 22 de junio de 1997      | Tokio, Japón                   | Macao                  | 10-0 | Victoria  | Clasificación para la Copa Mundial de 1998           |
| 47 | 22 de junio de 1997      | Tokio, Japón                   | Macao                  | 10-0 | Victoria  | Clasificación para la Copa Mundial de 1998           |
| 48 | 25 de junio de 1997      | Tokio, Japón                   | Nepal                  | 3-0  | Victoria  | Clasificación para la Copa Mundial de 1998           |
| 49 | 25 de junio de 1997      | Tokio, Japón                   | Nepal                  | 3-0  | Victoria  | Clasificación para la Copa Mundial de 1998           |
| 50 | 7 de septiembre de 1997  | Tokio, Japón                   | Uzbekistán             | 6-3  | Victoria  | Clasificación para la Copa Mundial de 1998           |
| 51 | 7 de septiembre de 1997  | Tokio, Japón                   | Uzbekistán             | 6-3  | Victoria  | Clasificación para la Copa Mundial de 1998           |
| 52 | 7 de septiembre de 1997  | Tokio, Japón                   | Uzbekistán             | 6-3  | Victoria  | Clasificación para la Copa Mundial de 1998           |
| 53 | 7 de septiembre de 1997  | Tokio, Japón                   | Uzbekistán             | 6-3  | Victoria  | Clasificación para la Copa Mundial de 1998           |
| 54 | 16 de febrero de 2000    | Macao, China                   | Brunéi                 | 9-0  | Victoria  | Clasificación Copa Asia 2000                         |
| 55 | 6 de junio de 2000       | Casablanca, Marruecos          | Jamaica                | 4-0  | Victoria  | Amistoso                                             |

## Palmarés

### Campeonatos regionales
| Título                | Club          | Sede    | Año  |
| --------------------- | ------------- | ------- | ---- |
| Campeonato Alagoano   | CRB           | Alagoas | 1987 |
| Campeonato Paranaense | Coritiba F. C | Paraná  | 1989 |

### Títulos nacionales
| Título                  | Club           | País    | Año  |
| ----------------------- | -------------- | ------- | ---- |
| Japan Soccer League     | Yomiuri F. C.  | Japón   | 1991 |
| Japan Soccer League     | Yomiuri F. C.  | Japón   | 1992 |
| Copa J. League          | Verdy Kawasaki | Japón   | 1992 |
| Copa J. League          | Verdy Kawasaki | Japón   | 1993 |
| J. League               | Verdy Kawasaki | Japón   | 1993 |
| J. League               | Verdy Kawasaki | Japón   | 1994 |
| Copa del Emperador      | Verdy Kawasaki | Japón   | 1996 |
| Primera Liga de Croacia | Dinamo Zagreb  | Croacia | 1999 |
| J2 League               | Yokohama F. C. | Japón   | 2006 |

### Títulos internacionales
| Título            | Club               | Sede  | Año  |
| ----------------- | ------------------ | ----- | ---- |
| Copa Asiática     | Selección de Japón | Japón | 1992 |
| Copa Afroasiática | Selección de Japón | Japón | 1993 |

### Distinciones individuales
| Distinción                        | Año  |
| --------------------------------- | ---- |
| Mejor jugador de la Copa Dinastía | 1992 |
| MVP de la J. League               | 1993 |
| Futbolista del año en Asia        | 1993 |
| Máximo goleador de la J. League   | 1996 |